# Cuzieu, Ain

Cuzieu este o comună în departamentul Ain din estul Franței.